# 말레이인도네시아어 파생법
말레이인도네시아어 파생법(말레이인도네시아語派生法) 간칭 마인어파생법(馬印語派生法)은 말레이인도네시아어에서 어근에 접사를 붙여 파생어를 만드는 방법이다. 마인어는 파생법이 상당히 발달해 있어 접사로 미묘한 어의의 변화를 나타내는 경우가 많다. 가능한 접사의 형태로는 어근 앞에 붙는 접두사, 어근 뒤에 붙는 접미사, 어근 안에 붙는 접요사, 어근 앞뒤로 붙는 양분접사 등이 있다. 이런 접사에 의한 파생을 통해 명사, 형용사, 동사, 부사, 접속사 등이 생겨나는데, 이하에서는 각각의 경우에 따른 접사와 파생법을 다룬다. 마인어의 풍부한 반복어 용법 역시 반복접사(duplifix)에 의한 파생으로 생겨난 것이므로 파생법에서 다룬다.

## 접사 목록
이하의 목록은 완전한 목록이 아니며, 주요 접사만 정리한 것이다.

### 명사 파생 접사
| 접사의 종류 | 형태      | 어근의 예                    | 파생어의 예              |
| ----------- | --------- | ---------------------------- | ------------------------ |
| 접두사      | pe-       | duduk (앉다)                 | penduduk (거주자)        |
|             | ke-       | hendak (원하다)              | kehendak (욕구)          |
|             | juru-     | acara (행사)                 | juru-acara (행사 주최자) |
| 접요사      | -el-      | tunjuk (가리키다, 보여 주다) | telunjuk (검지, 명령)    |
|             | -em-      | kelut (헝클어진)             | kemelut (혼란, 위기)     |
|             | -er-      | gigi (치아)                  | gerigi (톱니)            |
| 접미사      | -an       | bangun (일어나다)            | bangunan (건물)          |
| 양분접사    | ke-...-an | raja (왕)                    | kerajaan (왕국)          |
|             | pe-...-an | kerja (일)                   | pekerjaan (직업)         |

### 동사 파생 접사
| 접사의 종류 | 형태           | 어근의 예              | 파생어의 예                       |
| ----------- | -------------- | ---------------------- | --------------------------------- |
| 접두사      | ber-           | ajar (가르치다)        | belajar (공부하다) - 자동사       |
|             | me-            | tolong (돕다, 부디)    | menolong (돕다) - 능동태 타동사   |
|             | di-            | ambil (잡다)           | diambil (잡히다) - 수동태         |
|             | memper-        | dalam (깊이)           | memperdalam (깊게 하다)           |
|             | diper-         | dalam (깊이)           | diperdalam (훨씬 깊게 되다)       |
|             | ter-           | makan (먹다)           | termakan (갑자기 먹었다)          |
| 접미사      | -kan           | letak (놓다)           | letakkan (놓아라) - 명령법 타동사 |
|             | -i             | jauh (멀리)            | jauhi (피해라) - 명령법 타동사    |
| 양분접사    | ber-...-an     | pasang (짝)            | berpasangan (짝지어지다)          |
|             | ber-...-kan    | dasar (기초)           | berdasarkan (기초를 두다)         |
|             | me-...-kan     | pasti (확실한)         | memastikan (보장하다)             |
|             | me-...-i       | teman (동료)           | menemani (동반하다)               |
|             | memper-...-kan | guna (이득)            | mempergunakan (이용하다)          |
|             | memper-...-i   | ajar (가르치다)        | mempelajari (공부하다)            |
|             | ke-...-an      | hilang (사라지다)      | kehilangan (잃다)                 |
|             | di-...-i       | sakit (고통)           | disakiti (아파하다)               |
|             | di-...-kan     | benar (권리)           | dibenarkan (허락되다)             |
|             | diper-...-kan  | kenal (알다, 인지하다) | diperkenalkan (소개되다)          |

### 형용사 파생 접사
| 접사의 종류 | 형태      | 어근의 예             | 파생어의 예              |
| ----------- | --------- | --------------------- | ------------------------ |
| 접두사      | ter-      | kenal (알다)          | terkenal (유명한)        |
|             | se-       | rupa (외모)           | serupa (유사한)          |
| 접요사      | -em-      | cerlang (밝은 전조등) | cemerlang (밝은, 탁월한) |
|             | -er-      | sabut (껍질)          | serabut (부스스한)       |
| 양분접사    | ke-...-an | barat (서쪽)          | kebaratan (서양화된)     |

## 주요 접사의 해설
여러 접사 중 끝 부분의 파생 형태가 동일한 것을 묶으면 다음과 같다. 이 외의 접사는 대체로 접사 자체를 원형에 변화 없이 붙인다.
- ber-, per-, ter-
- me-, pe-

이 중 특히 me-, pe- 접사는 복잡한 음운 변형 규칙을 따르는데, 정리하면 다음과 같다. 이러한 음운 현상은 일본어에서 ん의 발음 규칙과 비슷한 점이 있다.
- 어근의 첫 음이 모음이면 meng-, peng-을 붙인다. 어근이 자음으로 시작하는 단음절인 경우, 탈락 없이 menge-, penge-를 붙인다. 밑에서는 기타의 경우를 설명한다.
- 어근의 첫 음이 유음(l, r)이거나, 비음(m, n, ny, ng)이거나, 반모음(w, y)이면 그대로 me-, pe-를 붙인다.
- 어근의 첫 음이 양순 파열음(p, b)이거나, 순치 마찰음(f, v)이면 mem-, pem-을 붙인다. 어근이 p로 시작되는 경우는 p를 탈락시키며, 다른 경우는 그대로 접두한다.
- 어근의 첫 음이 비음이 아닌 연구개음(k, g, kh)이거나, 성문음(h)이면 meng-, peng-을 붙인다. 어근이 k로 시작되는 경우는 k를 탈락시키며, 다른 경우는 그대로 접두한다.
- 어근의 첫 음이 유성 치경 마찰음(z), 치경 파열음(d, t), 후치경음(c, sy, j)으로 시작하는 경우는 men-, pen-을 붙인다. 어근이 t로 시작하는 경우는 t를 탈락시키며, 다른 경우는 그대로 접두한다.
- 어근의 첫 음이 무성 치경 마찰음(s)인 경우, s를 떼고 meny-, peny-를 붙인다.

ber- 등의 파생에 대해서는 이하의 마인어 파생법#ber-에서 설명한다. 거의 모든 파생은 규칙적이며, 불규칙 파생형은 'belajar' 등 극소수이다. me- 파생형의 예외를 일부 정리하면 다음과 같다.
- menterjemahkan, mempunyai, mengkopi, mempedulikan, menstabilkan

### -nya
3인칭 소유대명사 -nya의 형태가 가장 보편적으로 쓰이는 -nya의 접미 형태이나, 이와 무관하게 접미하여 사용되는 다양한 -nya의 용법이 있다. 우선, 앞에서 언급된 명사 혹은 명사의 일반적인 의미를 나타내는 정관사적 용법이 있다. 이 외에는 다음과 같은 용법이 있다.
명사, 형용사, 동사에 결합하여 이를 부사화한다. 보통 굳어져 쓰이는 일부 표현만이 사용된다.
- akhirnya (결국, 마침내)
- agaknya, kiranya, rupanya, rasanya (아마도, 추측컨대)
- biasanya (보통, 일반적으로)

동사를 명사화하는 일부 구문이 쓰인다.
- kapan terjadinya + (명사) (언제 (명사)가 일어났는지 : 기본적으로 전체가 명사구가 된다.)
- berhasil atau tidaknya (성패)

#### ke-...-annya
보통 다음의 두 형태로 사용한다.
- kelihatannya(-처럼 보이다), kedengarannya(-처럼 들리다)

#### se-...-nya
형용사와 결합하여 부사화 내지 접속사화하거나, 동사와 결합하여 동사의 의미를 내재화해 종속절을 이끄는 접속사가 된다. 이때 형용사를 반복하는 용법이 있는데, 이는 마인어 파생법#반복어에서 다룬다.
- sebenarnya, sebetulnya, sesungguhnya (사실은, 정말로)
- sebaiknya (-하는 것이 좋다)

Sebaiknya kamu berangkat sekarang. (너는 지금 출발하는 것이 좋다.)
- sebaliknya (-하는 반면에)

Dia suka daging sebaliknya saya suka ikan. (그는 고기를 좋아하는 반면에 저는 생선을 좋아합니다.)

### 동사 파생 접사

#### ber-
ber- 접두사는 기본적으로 명사나 형용사에 접두하여 자동사를 만든다. 파생어를 만드는 방식은 모든 피접두어에 ber-을 단순히 접두시키는 것이나, 예외적으로 'belajar(공부하다)' 등에서는 r이 l로 변화한다. 피접두어의 첫 글자가 r로 시작하면 한 번만 쓴다.(rumah → berumah)
ber- 접두사가 붙어 자동사가 되는 경우의 의미 변화는 대략 다음과 같다.
- '(명사)를 갖다' - 이 경우 'mempunyai + (명사)' 꼴과 같은 의미이다.

Pemuda ini sudah beristri. (= Pemuda ini sudah mempunyai istri.)
- '(명사)를 착용하다' - 명사가 의복 등 신체에 붙는 것일 경우.

Saya berkacamata untuk membaca buku. (저는 책을 읽기 위해 안경을 씁니다.)
- '(명사)를 타다' - 명사가 교통수단일 경우.

Aku bersepeda ke pabrik. (나는 공장으로 가려고 자전거를 탄다.)
- '(명사)를 하다' - 구체적인 행위를 가리키는 명사(예로 싸움, 말, 성공, 행위, 연설 등)의 경우.

Jangan berkata lagi mengenai hal ini kepadaku. (이 일에 대해 다시는 내게 말하지 마라.)
- '(명사)의 상태 혹은 (명사)가 발생하는 상태가 되다' - 감각적 상태의 명사나 일부 불특정한 경우.

bau(냄새) → berbau(냄새나다), bunyi(소리) → berbunyi(소리나다)
akhir(끝) → berakhir(끝나다), buah(열매) → berbuah(열매 맺다) 등
- '(형용사)의 상태를 느끼다' - 형용사 접두의 일반적인 형식이다.

Saya berbahagia karena bertemu dengan Anda. (저는 당신을 만나게 되어 행복합니다.)
다만, 다음과 같은 경우는 동사가 되지 않고,
- '(기수)만큼의 수량' - 이 경우 보통 명사 뒤에 놓여 형용사적인 의미가 된다.

Kami berdua akan pergi ke Korea. (우리 둘은 한국으로 갈 겁니다.)
극히 소수의 다음과 같은 경우는 타동사로 쓰이기도 한다.
- belajar(공부하다) : Saya belajar bahasa Indonesia. (저는 인도네시아어를 공부합니다.)
- bermain(-을 가지고 놀다, 연주하다)

Mereka sedang bermain sepak bola. (그들은 공을 가지고 놀고 있다.)
Dia sangat pintar bermain piano. (그는 아주 능숙하게 피아노를 칩니다.)
- berburu(사냥하다)

반복을 이용하여 상호태를 나타내는 용법도 있다.(마인어 파생법#반복어 참조)

##### ber-...-kan
이 경우 ber-로 만들어진 동사에 -kan이 붙어 그 동사의 의미를 위한 무언가를 요구하는 타동사가 된다. 즉, 형식적으로, 'ber-(원형)-kan + (목적어)'는 '(목적어)와 같은 것으로 [ber-(원형)]하다'의 의미가 된다.
- hias(장식, 치장) → berhias(장식하다, 치장하다) → berhiaskan(-로 장식하다, -로 치장하다)
- dasar(기초, 토대) → berdasar(기초를 갖다, 토대를 갖다) → berdasarkan(-와 같은 기초/토대를 갖다)

##### ber-...-an
명사 등에 붙어 '그러한 상태가 주어짐'을 뜻하는 자동사가 된다. 간혹 -an이 탈락한 ber- 파생형과 동일한 의미로 쓰일 때도 있다.
- pasang(짝) → berpasangan(짝지어지다)

한편, 동사 반복형에 붙어 상호태를 만드는 용법이 있다.(마인어 파생법#반복어 참조)

#### me-
me- 접두사는 기본적으로 명사에 접두하여 타동사를 만들거나 형용사에 접두하여 자동사를 만든다. 동사에 접두하는 경우도 있는데, 이 경우는 대체로 의미상 차이가 없고 형태만 변하는 경우이다. 원형으로 쓸 경우 있을 수 있는 다른 품사로의 혼동을 방지하고 동사로 사용한다는 것을 명확히 하기 위해 쓰는 경우가 많다.
- 어근이 명사인 경우, '(명사)의 속성을 갖는 (목적어)를 (명사)의 상태로 실행하다 / (목적어)를 (명사)의 상태로 만들다'의 뜻이 되는 경우가 많다.

rasa(느낌, 감정) → merasa(-을 느끼다), potong(조각) → memotong(-을 자르다), gunting(가위) → menggunting(-을 가위로 자르다), paku(못) → mamaku(-에 못을 박다), tari(춤) → menari(-의 춤을 추다)
- 어근 명사의 의미를 보다 폭넓게 동사화하는 경우도 있다.

kunci(열쇠) → mengunci(-을 잠그다)
이렇게 명사를 타동사로 만들 때 일부는 자동사로도 쓰인다. 예로 'menari'가 있다. 명사를 자동사로만 만드는 경우도 소수 있는데, 다음과 같다.
- 장소를 뜻하는 명사가 어근일 경우, '(명사)를 향하다'의 뜻이 된다. 이 경우 자동사가 된다.

darat(육지) → mendarat(육지로 향하다), laut(바다) → melaut(바다로 향하다)
- 기타 소수의 경우

rokok(담배) → merokok(담배를 피우다), tangis(울음, 울다) → menangis(울다), nyanyi(노래하기) → menyanyi(노래하다)
형용사에 접두하는 경우 '(형용사)하게 되다'의 의미가 된다.
- antuk(졸린) → mengantuk(졸다), kuning(노란) → menguning(노랗게 되다), dingin → mendingin(추워지다)

동사에 접두하는 경우 중 소수는 의미가 변하기도 한다.
- bawa(일치하다, 조화하다) → membawa(-을 가지고 오다, 가지고 가다), bangun(잠에서 깨다) → membangun(-을 세우다, 짓다), tinggal(살다) → meninggal(죽다)

'(원형)-(me-파생형)'의 반복형으로 사용되는 경우도 있는데, 어근이 동사인 경우는 상호태를 나타낸다.(마인어 파생법#반복어) 형용사인 경우 이상과 동일한 의미 규칙에 따라 자동사가 된다. 어근이 명사인 경우 비교적 불규칙한 의미로 자동사나 타동사가 된다.
- titik(액체, 방울) → titik-menitik(떨어지다), uap(증기) → uap-menguap(증발하다), isi(내용, 내용물) → isi-mengisi(-을 채우다), jamin(보증) → jamin-menjamin(-을 보증하다)

##### me-...-kan
접미사 -kan은 기본적으로 목적어에 대한 사역의 의미를 갖는다.
- '-을 (동사)하게 하다' : 어근이 동사인 경우 사역형이 된다. 의미가 통하면 두 개의 목적어를 취할 수도 있다.

Dia memasukkan bukunya ke dalam tas. (그는 그의 책을 가방 안에 넣었다.)
Pembantu membukakan saya pintu. = Pembantu membuka pintu untuk saya. (가정부는 제게 문을 열어줍니다.)
- '-을 (형용사) 것으로 만들다'

panas(더운, 뜨거운) → memanaskan(덥게 하다, 뜨겁게 하다), dingin(추운, 차가운) → mendinginkan(냉각하다, 식히다)
다만, '-에 관해 -하다'의 의미로 변화하는 경우도 있다. 이 경우, [(me-...-kan 파생형) + (목적어)]는 [(ber-파생형) + tentang + (목적어)]와 동일한 의미로 쓰인다.

##### me-...-i
-kan 접미사가 목적어의 상태 변화에 초점이 있는 것과는 달리, -i 접미사는 주어의 상태 변화에 초점이 있다. 예컨대, 형용사 어근에 대해 이 양분접사가 붙으면 me-...-kan과 마찬가지로 '-를 (형용사) 것으로 만들다'의 의미가 될 수 있으나, 이 경우 주어가 그러한 것에 적극적으로 개입하는 뉘앙스가 있다.
merah(붉은) → memerahi(붉게 칠하다)
보통 이 양분접사가 사용되면 명사, 형용사, 동사 어근 모두에 대해 주어가 목적어의 장소로 어근의 의미를 실현하기 위해 동작을 하거나, 목적어인 대상에 어근의 의미를 부여하는 것을 표현한다. 특히, 동사 어근의 경우 일종의 전치사가 결합된다고 생각하면 된다.
air(물) → mengairi(-에 관개하다), obat(약) → mengobati(-을 치료하다), hadiah(선물) → menghadiahi(-에게 선물을 주다), hormat(존경) → menghormati(-을 존경하다), minyak(기름) → meminyaki(-에 기름을 치다)
dekat(가까운) → mendekati(-에 다가가다), jauh(먼) → menjauhi(-을 멀리하다)
masuk ke = memasuki(-로 들어가다), duduk di = menduduki(-에 앉다), bertemu dengan = menemui(-를 만나다), berkunjung ke = mengunjung(-의 장소를 방문하다)
동사 어근의 경우 동사가 의미하는 행위의 지속을 의미하는 경우가 있다.
ambil(취하다, 얻다) → mengambili(-을 계속해서 먹다), pukul(때리다) → memukuli(-을 계속해서 때리다), cium(키스하다) → menciumi(-와 계속해서 키스하다)
이상의 의미 외에, 명사 어근의 경우 '(명사)를 제거하다'의 의미가 되는 경우가 있다.
bulu(털) → membului(털을 뽑다), kulit(가죽, 피부) → menguliti(가죽을 벗기다)

#### memper-
memper- 는 명사나 형용사 어근에 접두하여 타동사를 만든다.
- '-을 (명사)로 여기다/ (명사)로 하게 되다' : 어근이 명사 일반인 경우

Saya akan memperistri wanita ini. (나는 이 여성을 아내로 맞을 것이다.)
- '-을 (형용사) 것으로 만들다' : 어근이 형용사인 경우

tinggi(높은) → mempertinggi(-을 높이다, 늘이다), sulit(어려운) → mempersulit(-을 어렵게 하다)
- '-을 (기수)만큼 나누다' : 어근이 기수 수사일 경우

memperdua(둘로 나누다), memperenam(여섯으로 나누다)

##### memper-...-kan
- '-을 (명사)가 되게 하다' : 어근이 명사인 경우

mempersatukan(-을 통일시키다), soal(문제) → mempersoalkan(-을 문제화하다)
- '-을 (형용사)하게 하다' : 어근이 형용사인 경우

diam(조용한) → memperdiamkan(조용히 시키다)
- '-을 (동사)하게 하다' : 어근이 동사인 경우 사역형이 된다.

dengar(듣다) → memperdengarkan(듣게 하다)
어근이 동사인 사역형의 경우, 이상의 me-...-kan 사역형과 의미가 동일한 경우도 있으나, 간혹 의미가 다른 경우도 있다.
- memdengarkan(귀기울여 듣다) ↔ memperdengarkan(들려주다)
- mengingat(회상하다) ↔ memperingati(기념하다)
- menyalahkan(비난하다) ↔ mempersalahkan(-의 탓으로 돌리다)

##### memper-...-i
- 어근이 명사인 경우, 어근의 의미를 일정한 규칙 없이 동사화한다.

senjata(무기) → mempersenjatai(-을 무장시키다), bekal(공급, 지급) → memperbekali(공급하다, 지급하다), kebun(정원) → memperkebuni(정원을 만들다, 경작하다)
- 어근이 형용사인 경우, 원래의 memper- 파생의 경우와 비슷한 의미가 되나 조금 덜 구체적이다.

baik(좋은) → memperbaiki(-을 수정하다, 고치다), baru(새로운) → memperbarui(-을 고치다, 쇄신하다)

### 명사 파생 접사

#### pe-
일반적으로 pe- 접두사는 어근이 명사, 형용사, 동사일 경우 '행위자'의 의미를 갖는다.
- '(명사)를 (직업적으로) 하거나 좋아하는 사람'

jahit(바느질) → penjahit(재봉사), rokok(담배) → perokok(흡연가), laut(바다) → pelaut(선원)
- '(형용사)하는 습관을 가진 사람'[1]

malas(게으른) → pemalas(게으름뱅이), malu(부끄러운) → pemalu(부끄럼쟁이), muda(젊은) → pemuda(젊은이)
- '(동사)하는 사람'

bohong(거짓말하다) → pembohong(거짓말쟁이), beli(사다) → pembeli(구매자)
기타의 의미로, 명사, 형용사, 동사 어근에 대하여 '행위 도구'의 의미를 가질 수 있다.
- garis(선) → penggaris(자 = 선 긋는 도구), panas(더운, 뜨거운) → pemanas(난로, 히터), gali(파다) → penggali(삽, 광부)

#### -an
-an 접미사는 명사, 형용사, 동사 어근을 취할 수 있는데, 명사 어근의 경우 대개 의미가 불규칙하다.
darat(육지) → daratan(대륙), laut(바다) → lautan(대양), atas(위) → atasan(상사), bawah(아래) → bawahan(부하)
형용사나 동사 어근의 경우, '(어근)한 사물/장소/사람', '(어근)하는 사물/장소/사람' 또는 어근의 의미가 추상된 것을 의미한다.
larang(금지하다) → larangan(금지), pikir(생각하다) → pikiran(생각), masak(요리하다) → masakan(요리), minum(마시다) → minuman(음료)
manis(달다) → manisan(단 것), kotor(더러운) → kotoran(쓰레기, 오물)
tamat(졸업하다) → tamatan(졸업생), parkir(주차하다) → parkiran(주차장)
명사, 형용사, 동사 어근이 나타내는 상태나 행위를 위한 도구의 의미를 표현하는 경우도 있다.
ayun(흔들리다) → ayunan(그네), timbang(균형) → timbangan(저울)
수사에 접미될 경우 해당 기준에서의 불특정 다수를 의미한다.
puluh(십) → puluhan(수십), ratus(백) → ratusan(수백), juta(백만) → jutaan(수백만), tahun 2000(2000년) → tahun 2000-an(2000년대)

#### pe-...-an
양분접사 pe-...-an은 기본적으로 접두사 me-와 결합해서 만들어진 동사를 명사화한다.
membuat(만들다) → pembuatan(생산, 제조), memakai(사용하다) → pemakaian(사용), mengobati(치료하다) → pengobatan(치료, 투약)
형용사, 동사 어근과 결합해서 '(어근)한 장소'의 의미가 되기도 한다.
titip(맡기다) → penitipan(보관소), adil(올바른, 공정한) → pengadilan(법원), labuh(정박하다) → pelabuhan(항구)
장소나 위치를 뜻하는 명사와 결합하면 '그러한 (명사)가 많이 모여 있는 것'의 의미가 된다.
rumah(집) → perumahan(주거 단지, 주택 단지), gunung(산) → pegunungan(산맥; penggunungan이 아닌 불규칙)

#### per-...-an
양분접사 per-...-an은 기본적으로 접두사 ber-나 memper-와 결합해서 만들어진 동사를 명사화한다.
bermain(놀다, 연주하다) → permainan(경기, 공연), bekerja(일하다) → pekerjaan(일, 직업; 불규칙 형태), berbuat(행동하다) → perbuatan(행동)
memperkecil(축소하다) → perkecilan(축소), memperbaiki(수정하다, 개선하다) → perbaikan(수선, 개선), mempersatukan(통일시키다) → persatuan(통일)
경제 관련 명사를 어근으로 취하면 해당 명사의 관련 업계를 의미한다.
perbankan(은행업), perhotelan(호텔업), perindustrian(산업), perekonomian(경제 일반), perdagangan(상업), pertanian(농업)
명사를 어근으로 취하여 그 명사의 의미를 추상화하기도 한다. 일정한 규칙은 없다.
hati(마음) → perhatian(관심, 흥미), saudara(형제) → persaudaraan(형제 관계), sahabat(친구) → persahabatan(우정), guru(선생) → perguruan(교육)
기수 수사를 어근으로 취하면 '(기수)거리'를 의미한다.
pertigaan(삼거리), perempatan(사거리), perlimaan(오거리)

#### ke-...-an
양분접사 ke-...-an은 기본적으로 형용사나 동사와 결합하여 추상 명사를 만든다.
bahagia(행복한) → kebahagian(행복), baik(착한) → kebaikan(선의), adil(올바른, 공정한) → keadilan(정의), cantik(아름다운) → kecantikan(미)
ingin(바라다) → keinginan(갈망), hidup(살다) → kehidupan(삶, 생활), pergi(가다) → kepergian(여행)
명사와 결합할 경우는 그 의미가 연장되어 '공적인 장소나 학문'의 의미가 된다.
raja(왕) → kerajaan(왕국), dokter(의사) → kedokteran(의학), jaksa(검사) → kejaksaan(검찰청)
형용사와 결합할 경우, 명사를 만들지 않고 어근의 상태가 과도한 것을 나타내는 형용사가 되는 경우도 있다.
kecil(작은) → kekecilan(너무 작은), gemuk(뚱뚱한) → kegemukan(너무 뚱뚱한)
형용사와 결합하여 반복으로 색감을 표현하는 용법이나(마인어 파생법#반복어 참조) 의도치 않은 상황을 당하는 의미, 수동의 의미(마인어 문법#수동태 참조) 등도 있다.

## 반복어
마인어에서 명사, 형용사, 동사, 부사, 접속사 등의 여러 문법요소는 반복하여 여러 뜻을 나타낼 수 있다. 이 경우 중간에 하이픈을 넣어 반복어임을 명시한다. 가장 기본적인 뜻으로는 명사를 반복하여 나타내는 복수의 의미가 있다.(마인어 문법#명사와 형용사)
명사나 형용사를 반복하여 강조의 뜻으로 쓰는 경우도 있다. 문장 내의 위치에는 무관하다.
- Pagi-pagi murid itu bangun. (아침 일찍 그 학생이 일어난다.)
- Kopi ini panas-panas. (이 커피는 매우 뜨겁다.)
- Harga barang ini mahal-mahal. (이 물건의 가격은 매우 비싸다.)

명사나 동사를 반복하고 반복어의 뒤쪽에 '-an'을 접미하여 집합명사를 만들기도 한다.
- Rumpat ini termasuk kacang-kacangan. (이 풀은 콩과에 속한다.)
- Saya tidak suka sayur-sayuran. (저는 야채류를 좋아하지 않습니다.)

동사를 반복하고 접사를 붙여 상호태를 나타내는 두 가지 방법이 있는데, '(원형)-(me-파생형)' 방식과 '(ber-파생형)-(-an 파생형)' 방식이다.(전자에 대해서는 마인어 파생법#me- 추가 참조) 둘 중 주로 사용되는 형태는 동사마다 다르다.
- Saya dan teman itu surat-menyurat. (저와 그 친구는 서로 편지를 주고 받습니다.)
- Saya dan teman itu berebut-rebutan. (저와 그 친구는 서로 경쟁합니다.)

색이나 색조를 나타내는 형용사를 반복하고 ke-...-an을 붙여 미묘한 색감을 표현하는 방법이 있다.
- merah(붉은) → kemerah-merahan(불그스름한)
- kuning(노란) → kekuning-kuningan(누르스름한)
- biru(파란) → kebiru-biruan(푸르스름한)
- gelap(어두운) → kegelap-gelapan(어두침침한)

'se+(형용사 반복)+nya'는 문두에 위치하여 양보절을 이끌거나, 문미나 동사 뒤에 위치하여 최상급 부사가 된다.
- Seenak-enaknya hidup di luar negeri, saya mau tinggal di dalam negeri. (해외에서 사는 것이 아무리 좋더라도, 저는 국내에서 살고 싶습니다.)
- Anda harus berdandan secantik-cantiknya. (당신은 가장 아름답게 치장해야 합니다.)

일정한 문법적 규칙 없이 의미가 변하여 생성되는 반복어도 있다.
- langit(하늘) → langit-langit(천장)
- mata(눈) → mata-mata(간첩)
- gula(설탕) → gula-gula(사탕)
- abu(재) → abu-abu(회색의)
- tiba(도착하다) → tiba-tiba(갑자기)
- kira(생각하다, 추측하다) → kira-kira(대략)
- kalau(만약) → kalau-kalau(-일지도 모르니, 아마, 어쩌면)
- jangan(- 하지 마시오) → jangan-jangan(아마, 어쩌면)

일부 단어는 반복어 형태로만 쓰인다.
- kupu-kupu(나비), kura-kura(거북이), pura-pura(-인 척하다), oleh-oleh(기념품), cumi-cumi(오징어), masing-masing(각기), sia-sia(헛된), biri-biri(양羊), undang-undang(법, 법률), gara-gara(-때문에)

## 같이 보기
- 마인어 문법

## 참고 문헌
- 이종순, 《클릭! 인도네시아어》, 명지출판사, 2006, 147-220쪽.